# Surto de COVID-19 na Casa Branca

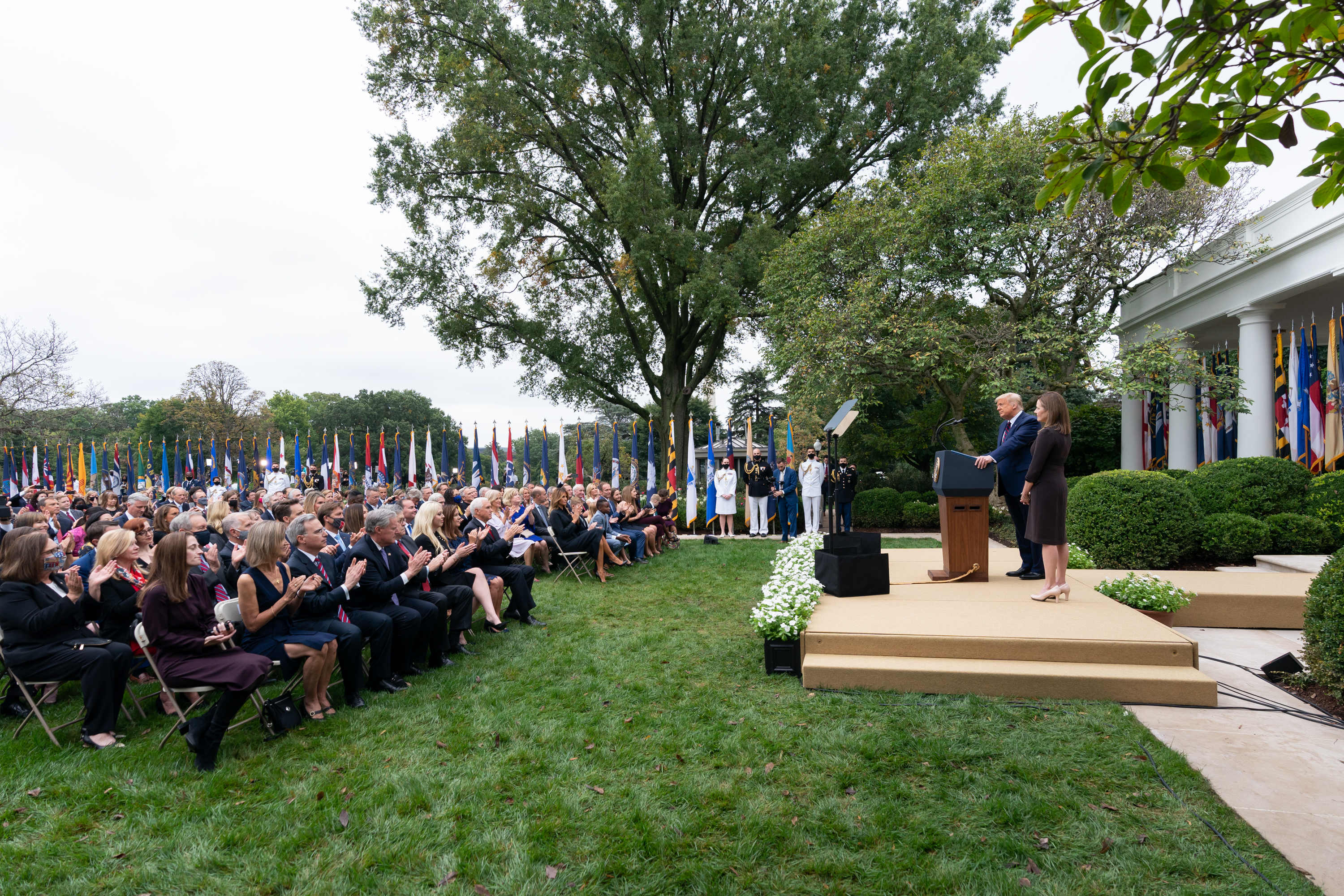
Trump durante o evento realizado para anunciar a nomeação de Amy Coney Barrett para a Suprema Corte

Em setembro e outubro de 2020, várias pessoas na Casa Branca testaram positivo para SARS-CoV-2, o vírus que causa a COVID-19. Em 1.º de outubro de 2020, o presidente Donald Trump, sua esposa Melania Trump, a assessora de imprensa Hope Hicks, o gerente da campanha presidencial Bill Stepien e a ex-conselheira da Casa Branca Kellyanne Conway testaram positivo para coronavírus. No mesmo dia, foi revelado que os senadores Thom Tillis, Mike Lee e Ron Johnson testaram positivo, assim como o presidente da Universidade de Notre Dame, John I. Jenkins. Três membros do corpo de imprensa da Casa Branca, incluindo Michael D. Shear, também testaram positivo. Em 2 de outubro, Trump foi hospitalizado no Hospital Militar Nacional de Walter Reed. Também em 2 de outubro, foi anunciado que a presidente do Partido Republicano, Ronna McDaniel, testou positivo para o vírus COVID-19. Em 3 de outubro, o ex-governador de Nova Jersey, Chris Christie, confirmou seu teste positivo para COVID-19.

## Evento no Jardim das Rosas
Em 26 de setembro de 2020, um evento foi realizado no Jardim das Rosas da Casa Branca anunciando a nomeação de Amy Coney Barrett para a Suprema Corte após a morte de Ruth Bader Ginsburg.
A maioria dos participantes do evento não usava máscara, e os assentos não eram socialmente distantes. Pelo menos sete participantes teriam um teste positivo na semana seguinte: o presidente, a primeira-dama, Hicks, Tillis, Lee, Jenkins e Conway. Lee foi filmado abraçando outros participantes sem usar máscara. Cinco dessas pessoas estavam sentadas nas três primeiras filas do evento, em contato próximo com outros altos funcionários republicanos. Jenkins posteriormente emitiu um comunicado dizendo: "Lamento meu erro de julgamento por não usar máscara durante a cerimônia e por apertar a mão de várias pessoas no Jardim Rosas". O ex-governador de Nova Jersey, Chris Christie, confirmou em 3 de outubro que seu teste foi positivo para COVID-19. Christie também esteve presente na preparação do debate para Trump e na cerimônia de nomeação de Barrett.
Conway revelou que tinha testado positivo para COVID-19 na noite de 2 de outubro. No mesmo dia, foi revelado que os senadores Mike Lee e Thom Tillis testaram positivo.
Mais tarde, foi revelado que Barrett teve COVID-19 nos meses anteriores à sua nomeação. Em 2 de outubro de 2020, a Casa Branca anunciou que ela havia testado negativo para COVID-19.

## Debate presidencial
Na terça-feira, 29 de setembro, funcionários da Casa Branca participaram do primeiro debate presidencial na Clínica Cleveland. Posteriormente, pelo menos 11 pessoas envolvidas na preparação para o evento teriam testado positivo. Apesar das afirmações anteriores de que todos os participantes seriam testados, o moderador do debate Chris Wallace revelou mais tarde que Trump e seu pessoal chegaram tarde demais para serem testados e, em vez disso, foram admitidos na sala de debate sob "um sistema de honra". Pelo menos três dos internados seriam diagnosticados com COVID-19 nos dias seguintes: o presidente, a primeira-dama e Hope Hicks.
Antes do debate, ambas as campanhas concordaram com os termos da Comissão, os quais ditavam que todos os participantes estariam de máscaras, com exceção dos dois candidatos presidenciais e do moderador do debate. Apesar disso, vários dos convidados de Trump na plateia, incluindo sua esposa Melania, seus familiares e funcionários seniores, não usavam máscaras, desrespeitando as normas de segurança do local. Quando os convidados de Trump receberam máscaras pessoalmente pela equipe da Cleveland Clinic, eles novamente se recusaram a cumprir a política de mascaramento previamente acordada.

## Detecção e resposta inicial
Na quarta-feira, 30 de setembro, Hope Hicks, conselheira próxima de Trump, foi diagnosticada com COVID-19 depois de um teste positivo e apresentando sintomas. Um pequeno grupo de funcionários da Casa Branca sabia do diagnóstico, mas nenhuma menção ao diagnóstico foi feita na coletiva de imprensa do dia seguinte.[carece de fontes?]
Os líderes da Casa Branca inicialmente procuraram manter o diagnóstico de Hicks privado, e Trump continuou com sua programação regular, participando de um evento de arrecadação de fundos no Bedminster Golf Club, uma organização de Trump.
Hicks e a Casa Branca foram criticados por esconder seu diagnóstico. Após saber do surto, um correspondente ficou consternado com o fracasso da Casa Branca em alertar os expostos:
Por que a secretária de imprensa ainda deu uma entrevista, apesar de saber que havia entrado em contato com alguém que acabara de testar positivo para coronavírus? ... Ela nem nos contou. Nem disse aos repórteres quem estava no avião. Não divulgou nada disso.
O diagnóstico de Hicks foi finalmente anunciado na noite de 1º de outubro. Trump revelou o diagnóstico pela primeira vez em uma entrevista à Fox News, na qual ele também anunciou que ele e a primeira-dama estavam sendo testados para o coronavírus. Ele também confirmou isso via Twitter após a entrevista. Trump havia viajado com Hicks no Força Aérea Um antes do anúncio.

## Hospitalização presidencial
Às 12hs54min EDT  de 2 de outubro, Trump anunciou via Twitter que tanto ele quanto a primeira-dama haviam testado positivo para o coronavírus. Na tarde do mesmo dia, a Casa Branca anunciou que Trump seria hospitalizado no Centro Médico do Exército Walter Reed "pelos próximos dias" "por excesso de cautela", por recomendação da equipe médica chefiada pelo Médico do Presidente, Sean Conley. Trump, que usava uma máscara, foi filmado brevemente caminhando sem ajuda da Casa Branca até o helicóptero Marine One para transportá-lo ao Hospital Walter Reed.
Em 3 de outubro, a Unidade Médica da Casa Branca declarou que se passaram 72 horas desde seu diagnóstico e que ele recebeu o diagnóstico na noite de quinta-feira. Em uma conferência de imprensa, Conley afirmou que Trump não estava tomando oxigênio, que não tinha febre há 24 horas e que estava "muito bem".

## Propagação mais ampla
Também em 2 de outubro, foi anunciado que o gerente de campanha do Trump , Bill Stepien, testou positivo. A presidente da RNC, Ronna McDaniel, anunciou seu teste positivo em 2 de outubro. McDaniel havia se encontrado com Trump pela última vez um dia antes da cerimônia no Jardim das Rosas. McDaniel testou positivo em 30 de setembro. Em 3 de outubro, o senador Ron Johnson, de Wisconsin, que estava em Washington D.C. na época, revelou que seu teste para COVID-19 em 2 de outubro foi positivo.
Na sequência de sua exposição ao pessoal da Casa Branca, vários indivíduos anunciaram ter testado negativo para o coronavírus. O vice-presidente Mike Pence e sua esposa Karen, o candidato à presidência Joe Biden, a companheira de chapa de Biden Kamala Harris, a esposa de Biden Jill Biden, o procurador-geral William Barr e a indicada de Trump, Barrett, testaram negativo no dia seguinte à revelação pública do surto. Muitos dos membros da família de Trump, incluindo Ivanka Trump, Barron Trump, Jared Kushner, Eric Trump e Donald Trump Jr. também receberam um resultado negativo.

## Impactos na segurança nacional
Relatórios imprecisos de que os EUA haviam lançado aviões de comando e controle nuclear em conexão com o diagnóstico de Trump foram amplamente divulgados nas mídias sociais, redes de cabo e sites de notícias. Alguns analistas de segurança nacional disseram que o diagnóstico colocou os Estados Unidos em “território desconhecido” e “profundamente na zona de perigo”.
No entanto, o porta-voz do Pentágono, Jonathan Hoffman, disse: “Os militares dos EUA estão prontos para defender nosso país e interesses. Não há mudança na prontidão ou capacidade de nossas forças armadas. Nosso comando nacional e estrutura de controle não são afetados por este anúncio”. Vários ex-oficiais de defesa argumentaram que a arquitetura de segurança nacional dos EUA - incluindo os elementos de comando e controle nuclear desse sistema - são resistentes o suficiente para resistir a um presidente doente ou mesmo aquele que fica incapacitado. O ex-vice-secretário de Defesa para o Oriente Médio, Mick Mulroy disse: “A infraestrutura de comunicações de segurança nacional foi projetada para ser estática e portátil. A menos que os sintomas sejam graves o suficiente para que o comandante em chefe fique incapacitado, não seria necessária uma mudança na cadeia de comando. É improvável que qualquer adversário use isso como uma oportunidade para nos testar. Se o fizessem, passaríamos no teste.
Outros foram mais diretos. “Pare de promover histeria e desinformação”, tuitou Amber Smith, ex-oficial de relações públicas do Pentágono sob o comando de Trump, respondendo a várias histórias da mídia explorando a ameaça à segurança nacional do diagnóstico do presidente. “Parece uma patologia exclusivamente americana pensar que o presidente adoeceu de repente e agora alguns adversários não identificados ao redor do mundo vão tentar algo”, disse Stephen Wertheim, vice-diretor de pesquisa e política do Instituto Quincy e estudioso de relações exteriores e a ordem internacional na Universidade Columbia.